# Nick Taylor (Rollstuhltennisspieler)
Nicholas „Nick“ Taylor (* 12. November 1979 in Wichita, Kansas) ist ein ehemaliger US-amerikanischer Rollstuhltennisspieler.

## Karriere
Nick Taylor, der in der Klasse der Quadriplegiker spielt, errang insbesondere im Doppel größere Erfolge. Mit David Wagner gewann er zwischen 2007 und 2015 insgesamt elf Grand-Slam-Titel im Doppel. Beim Wheelchair Tennis Masters war er, stets gemeinsam mit David Wagner, von 2005 bis 2007, im Jahr 2009 sowie von 2011 bis 2015 siegreich.
Bei den Paralympischen Spielen nahm David Wagner bislang, seit der erstmaligen Austragung der Quadriplegiker-Klasse 2004, dreimal teil. 2004, 2008 sowie 2012 gewann er dabei an der Seite von David Wagner die Goldmedaille im Doppel. Im Einzel unterlag er 2004 und 2008 jeweils im Spiel um Bronze, ehe er 2012 mit Bronze letztlich seine erste Einzel-Medaille gewann. 2016 gewann er mit David Wagner die Silbermedaille im Doppel, während er in der Einzelkonkurrenz im Viertelfinale ausgeschieden war.
2021 beendete er seine Karriere.
Im August 2018 wurde Taylor in den neugegründeten Spielerrat (ITF Wheelchair Tennis Player Council) der ITF gewählt, der am 1. Januar 2019 seine Arbeit aufnahm. Er wurde für eine zweite (2021–2022) und dritte (2023–2024) Amtszeit wiedergewählt. Im Spielerrat ist neben aktiven Spielerinnen und Spielern immer auch eine Person vertreten, die ihre Karriere bereits beendet hat. Der Spielerrat vertritt die Interessen der Spielerinnen und Spieler und berät die ITF in Fragen der Regularien.